# Белый сарг
Белый сарг, или полосатый карась (лат. Diplodus sargus), — вид лучепёрых рыб из семейства спаровых.
Тело высокое, сильно сжатое с боков; по форме тела напоминает пресноводного карася. Спинной плавник один, очень длинный. Рот с тупыми зубами, форма их такая же, как у коренных зубов травоядных животных. Чешуя крупная. Цвет тела серебристый, с тёмными поперечными полосками. У некоторых особей на теле имеются большие чёрные пятна неправильной формы. Максимальная длина тела 45 см, обычно до 20 сантиметров. Масса тела до 1,7 кг. 
Обитает в Чёрном, Средиземном морях и по Восточному побережью Атлантического океана. Держится большими стаями на глубинах от 3 до 50 метров. В основном встречается у берегов Кавказа и восточных берегов Крымского полуострова. Изредка встречается в Азовском море, у северных берегов Чёрного моря, в районе Одессы. Питается преимущественно мелкими ракообразными, моллюсками.